# فضاء صفري البعد
الفضاء صفري الابعاد (بالإنجليزية: Zero-dimensional space أو 0D)‏ أو الفضاء الصفري الأبعاد هو فضاء لا يمتلك أي احداثيات تمنحه طولا أو ارتفاعا أو عمقا، أي أنه مجرد نقطة، ولذلك فان كل الأجسام الصفرية الأبعاد تعد نقطةً.
إذا وجد مصباح نقطي في فضاء صفري البعد وبغض النظر عن كون ضوئه لن يغادر المجال الملتحم معه لأن المجال والمصباح نقطتان ملتحمتان، فإن الأجسام الأخرى ستكون نقطة أيضًا، لذلك ستكون كافية لحجب الضوء بأكمله، أي أن الجسم لن يكون له ظل.